# 矢口&やまけんのラジオ・グランドライン
ONE PIECE 10th Anniversary 矢口&やまけんのラジオ・グランドラインはS-ラジと音泉にて配信されているインターネットラジオ番組。パーソナリティは元モーニング娘。の矢口真里とタブリエ取締役のやまけん。

## 番組概要
『ONE PIECE』ファンの矢口とやまけんが原作10周年を記念して『ONE PIECE』に関するトークを行う。他には雑誌・コミックス最新情報、ドラマCDや動画配信などがある。

## パーソナリティ
- 矢口真里
- やまけん（山本健司）

### 配信曜日など
- 放送期間：2007年7月4日から2008年1月1日
- 配信曜日・配信サイト：毎週火曜・Sラジ、音泉（一週遅れ）
- スポンサー：集英社
- 放送時間：約50分（＃1…46:34）回によって毎回異なる

## コーナー
ふつおた
普通のお便りで日常的なお便りはOKであるが、お便りの中にワンピースっぽい内容が入っていればなおOK

矢口海賊団VSやまけん海賊団 海上クイズ合戦

街で使える「ONE PIECE」語録
『ONE PIECE』で出てきた言葉を普段の生活に生かすコーナー。シチュエーションとセリフ（何巻の何ページ誰が言っていたか）記入
新技開発!ゴムゴムの○×△っ!!

やぐけんデンデンムシ
『ONE PIECE』最新情報コーナー

## ゲスト
- ＃18、19 （11月6日、13日 配信分）山口由里子（ニコ・ロビン 役）
- ＃24（12月18日 配信分） 田中真弓（モンキー・D・ルフィ 役）

## 補足
- 2本録り